# Ricet Barrier
Pour les articles homonymes, voir Barrier.
Ne doit pas être confondu avec Maurice Barrier.
Maurice-Pierre dit « Ricet » Barrier est un chanteur fantaisiste et acteur français, né le 25 août 1932 à Romilly-sur-Seine (Aube) et mort le 20 mai 2011 à Clermont-Ferrand (Puy-de-Dôme).

## Biographie

### Enfance
Le père de Ricet Barrier, Maurice Barrier, travaille dans une usine de bas et de chaussettes à Romilly-sur-Seine. Sa mère, Adrienne Richard, est la fille d'un blanchisseur du 15e arrondissement de Paris. Il a une sœur de trois ans son aînée, Jacqueline.
Son père est mobilisé en 1939. Sa mère doit donc, pour vivre, exercer plusieurs emplois. Après avoir échappé aux Allemands, son père ouvre un commerce en lingerie fine : Les Mimosas rue des Martyrs à Paris. La famille s'établit à Arcueil (actuel Val-de-Marne). Il fréquente huit lycées en quatre ans et décroche deux baccalauréats à l'âge de 20 ans.
Alors qu'il se destine au métier de professeur d'éducation physique, il entre à l'Ireps en 1952. Musicien amateur, il dit avoir reçu la piqûre de la chanson en 1948 en écoutant Le Train du Nord de Félix Leclerc,. Il commence à composer et apprend le banjo, l'ukulélé et la guitare.

### Carrière
Ricet Barrier participe au Petit Conservatoire de la chanson  de Mireille diffusée par la RTF en 1955-1956,. La même année, il fait la connaissance de Georges Weil alias Bernard Lelou ; ils travailleront étroitement tant au niveau des paroles que de la musique jusqu'à la mort de ce dernier en 1990 et une grande partie de leurs chansons seront popularisées par Les Frères Jacques qui, durant leur carrière, en reprendront vingt et une, (Rendez-vous (Stanislas), La Marchande de poissons, Les Spermatozoïdes, ou encore l'album La Mythologie, qu'ils interprètent dans son intégralité).
En attendant, Ricet Barrier se produit parallèlement à Paris dans les cabarets de la rive gauche. En 1958, l'année de son service militaire, d'où il sort réformé, il rencontre Jacques Canetti et enregistre son premier disque pour le label Philips, La Servante du château, qui reçoit le Grand Prix de l'Académie Charles-Cros,. Ricet Barrier passe aux Trois Baudets avec Serge Gainsbourg et Bernard Haller, tandis que les vedettes de la seconde partie sont Raymond Devos, Guy Béart et Jacques Brel,.

Ricet Barrier, lors d'un concert au Trousse-Chemise à Langan le 4 octobre 2008.

Barrier rejoint le label Barclay en 1966. Le titre Les Vacanciers, arrangé par Jean-Claude Vannier, devient un succès durant l'été 1968.
Durant les années 1960 et 1970, Ricet Barrier intervient dans plusieurs émissions télévisées enfantines. Il prête sa voix à M. Ziboux, un personnage de la série d'animation Colargol, ainsi qu'au personnage principal de Saturnin le canard, dont il cosigne les dialogues. Il est aussi le narrateur (et toutes les voix) de Barbapapa, dont il signe le générique,.
Toujours avec Lelou, il travaille également sur des comédies musicales et pour le théâtre.
En 1975, ils créent Les Zygomatiques, pièce de théâtre pour les enfants qui sera montée et diffusée sur la Télévision suisse romande en 1976. Ils adaptent aussi le Roman de Renart en 1985.
Sa dernière apparition sur scène remonte à 2010 au Chat-huant, à Sadirac en Gironde. Peu de temps avant sa mort, il est invité par Patrick Sébastien dans l'émission Les Années bonheur diffusée sur France 2.

### Vie privée
Ricet Barrier a été marié à Anne Lefébure, chanteuse du groupe Les Parisiennes, avec laquelle il a eu une fille, Valérie, qui est aussi chanteuse. En 1977, il a un coup de foudre pour Anne-Marie Ballé, une Allemande qu'il a rencontrée à un de ses récitals à La Chaux-de-Fonds (Suisse). Il l'épouse le 1er juin de l'année suivante. Elle est la femme qui l'accompagnera pour le restant de ses jours.
Il affectionne de se retirer et de s'inspirer régulièrement dans le calme d'une ancienne ferme pour laquelle il a eu un coup de cœur, à la fin des années 1980. Localisée dans le Puy-de-Dôme, dans la commune de Sainte-Christine, il y retournait régulièrement, pour se ressourcer et écrire de nouveaux titres.
Il y dédie d'ailleurs un titre humoristique inspiré du lieu-dit où se trouve cette maison, Les Dahlias de Montaligère.

#### Mort
Il meurt d'un cancer le 20 mai 2011 à l'âge de 78 ans, à Clermont-Ferrand (Puy-de-Dôme). Il est incinéré et ses cendres sont remises à la famille.

## Distinctions
Ricet Barrier est nommé officier de l'Ordre des Arts et des Lettres en 2005 par le ministre de la Culture Renaud Donnedieu de Vabres.

## Discographie

### Microsillons super 45 tours
- 1958 : 1re Série - La servante du château / La java des Gaulois (Ricet-Barrier) / Eugénie de Beaulieu / La dame de Ris-Orangis (Ricet-Barrier - Bernard Lelou), Orchestre Franck Aussman, Philips (432.310 BE)
- 1959 : 2e Série - Le crieur de journaux (Ricet Barrier - Lydia Palazollo)  / Dolly 25 / Les pasteurs / Drôle de vie (Ricet Barrier - Bernard Lelou), Orchestre Franck Aussman, Philips (432.384 BE)
- 1959 : 3e Série - Le rayon de la lune / Neurasthénie / La belle amour / L'espionne (Ricet-Barrier - Bernard Lelou), Orchestre François Rauber, Philips (432.405 BE)
- 1961 : 4e Série - Rendez-vous (Stanislas) / Le savoir-vivre (Ricet-Barrier - Bernard Lelou - Lydia Palazollo) / Sur les bords de la Loire / Le scenic railway (Ricet-Barrier - Bernard Lelou), Orchestre Jean-Michel Defaye, Philips (432.544 BE)
- 1961 : Bande originale du film Tire-au-flanc 62 - La bérichonne (chanté par Ricet-Barrier) (Ricet-Barrier - Bernard Lelou - Jean-Michel Defaye) / La bérichonne - marche (instrumental) (Ricet-Barrier - Jean-Michel Defaye) / Mathusalem (chanté par Ricet-Barrier) (Ricet-Barrier - Bernard Lelou - Jean-Michel Defaye) / Tire au flanc - marche (instrumental) (Ricet-Barrier - Jean-Michel Defaye), Orchestre Jean-Michel Defaye, Philips (432.565 BE)
- 1963 : 5e Série - La java des hommes-grenouilles / Betty Boop / Le fantôme de la marquise / La Marie (Ricet-Barrier - Bernard Lelou), Contrebasse Henri Droux, Philips (432.863 BE)
- 1964 : 6e Série - La "Norton" / La voix d'Ella / L'obus / Ne "bluese" pas (Ricet Barrier - Bernard Lelou), Orchestres Léo Petit et Barthélémy Rosso, Philips (434.839 BE)
- 1964 : 7e Série - Le vieux (La bouch’ture) / La marche des souliers vernis / Le maitre-nageur 	(Ricet-Barrier - Bernard Lelou) / Qu’est-ce qu’on mange à midi ? (Ricet-Barrier - Bernard Lelou - Hélène de Meyenbourg), Orchestre Barthélémy Rosso, Contrebasse Henri Droux, Philips (434.903)
- 1965 : 8e Série - Et ta sœur / On t'enterrera, olé / Odile / La valise (Ricet-Barrier - Bernard Lelou), Orchestre Léo Petit, Violon Stéphane Grappelli, Philips (437.046 BE)
- 1966: Bathing beauties (Les jolies baigneuses) (Jean-Pierre Ferrière - Ricet-Barrier - Bernard Lelou) / Les croulants de la cambriole (Simon Dermant - Ricet-Barrier - Bernard Lelou) / L'enterrement / Bonjour madame (Ricet-Barrier - Bernard Lelou), Orchestre Jean-Claude Vannier, Barclay (71.058)
- 1967 : Isabelle / Le chat, le rat et Lola / La fille au marché (Ricet-Barrier - Bernard Lelou) / Chaussures à mon pied (Jean-Pierre Ferrière - Ricet-Barrier - Bernard Lelou), Orchestre Jean-Claude Vannier, Barclay (71.148)
- 1967 : Les p'tits cadeaux / Artificiel / La relativité (Le cosmonaute) (Ricet-Barrier - Bernard Lelou) / Dix-huit ans (Ricet-Barrier - Bernard Lelou - D. Richard), Orchestre Jean-Claude Vannier, Barclay (71 215)
- 1968 : Les vacanciers / Le vieux wagon (Ricet-Barrier - Bernard Lelou) / La dèche (Ricet-Barrier - Bernard Lelou - Myriam Dreno) / Tu manges, tu manges (Ricet-Barrier - Bernard Lelou - Jean-Luc Morel), Orchestre Jean-Claude Vannier, Barclay (71.284)
- 1969 : Le génie de la Bastille / Oscar (Ricet-Barrier - Bernard Lelou) / Les fonctionnaires (Ricet-Barrier - Bernard Lelou - Jean-Claude Vannier) / Avril a bien fait les choses (Ricet-Barrier - Bernard Lelou - Castelli), Orchestre Jean-Claude Vannier, Barclay (71.338)
- 1969 : J’ai mal à l’estomac / Le piano rococo / Ce sont toujours les meilleurs qui nous quittent les premiers / Rose pompon et fraise des bois (Ricet-Barrier - Bernard Lelou), Orchestre Jean-Claude Vannier, Barclay (71.394)
- 1972 : Saturnin Et Saturnette - Dans mon cartable / Le petit cochon	/ Le mille-pattes / Le réparateur de poupées (Ricet-Barrier - Bernard Lelou), Orchestre Jean-Claude Vannier, Barclay (61.713)
- 1975 : Barbapapa, Extrait De La Bande Originale De La Série Télévisée - La famille des Barbapapas (Générique) / La chanson de Barbalala (Joop Stokkermans - Harry Geelen - Ricet Barrier – Bernard Lelou) / J'aide mon papa / Barbapapa rock (Joop Stokkermans - Harry Geelen), Avec la participation de Alex Legrand, Barbara Boutet, Marina, Vanina et Valia Vinitzki, Morvan Salez, Noël Lopez, Pierre Vaguelsy, Philips (6299 010)
- 1981 : Saturnin chante avec les enfants - Vol.1 - C’est bon la musique / Madame Ver-Luisant / L’éléphant blanc / Les petits poissons (Ricet Barrier - Bernard Lelou), Pathé / EMI (2C010-72396)
- 1981 : Saturnin chante avec les enfants - Vol.2 - Monsieur Melon / Les crustacés / Les bulles de savon / La complainte de l’escargot (Ricet Barrier - Bernard Lelou), Pathé / EMI (2C010-72397)

### Microsillons 45 tours simples
- 1960 : Le rayon de la lune / La belle amour (Bernard Lelou - Ricet Barrier), Orchestre François Rauber, Philips (B372 702F)
- 1963 : La java des hommes-grenouilles / Betty Boop (Bernard Lelou - Ricet Barrier), Contrebasse Henri Droux, Philips (B373 059F)
- 1965 : Le lit de Lili / Et ta sœur (Bernard Lelou - Ricet Barrier), Orchestre Léo Petit, Philips (B373 548 F)
- 1965 : On t'enterrera, olé / Relax (Bernard Lelou - Ricet Barrier), Orchestre Léo Petit, Philips (B373 551F)
- 1966 : Relax / La vilaine (Bernard Lelou - Ricet Barrier), Orchestre Léo Petit, Philips (B373 899F)
- 1966 : L'enterrement / Bonjour madame (Bernard Lelou - Ricet Barrier), Orchestre Jean-Claude Vannier, Barclay (B234)
- 1968 : La championne / La présentatrice (Bernard Lelou - Ricet Barrier), Orchestre Jean-Claude Vannier, Barclay (60 997)
- 1968 : Le Noël du chasseur (Bernard Lelou - Ricet Barrier - Robert Quibel - Gilles Jérôme) / Le vieux wagon (Bernard Lelou - Ricet Barrier), Orchestre Jean-Claude Vannier, Barclay (61 012)
- 1969 : La belle bouchère / Qui, qui, qui veut ma photo ? (Bernard Lelou - Ricet Barrier), Orchestre Jean-Claude Vannier, Barclay (61 117)
- 1970 : Les cousins de Paris / La petite dame de Pigalle (Bernard Lelou - Ricet Barrier), Orchestre Jean-Claude Vannier, Barclay (61 318)
- 1973 : Petits, petits, petits / Ma maison de rêve (Bernard Lelou - Ricet Barrier), Evasion Disques (SE 1082)
- 1974 : Barbapapa, Extrait De La Bande Originale De La Série Télévisée - La famille des Barbapapa (Joop Stokkermans - Harry Geelen - Ricet-Barrier - Bernard Lelou) / Barbapapa rock (Joop Stokkermans - Harry Geelen), Avec la participation de Alex Legrand, Barbara Boutet, Marina, Vanina et Valia Vinitzki, Morvan Salez, Noël Lopez, Pierre Vaguelsy, Philips (6000 162)
- 1977 : Belle qui tient ma vie (Folklore) / Putain, quel beau métier ! (Bernard Lelou - Ricet Barrier), Musiciens Jacques Cézanne -  Gérard Clastrier, Mauley Music (MS 990 111)
- 1977 : Ya plus d'sous / La société se corrompt (Bernard Lelou - Ricet Barrier), Mauley Music (MS 990 115)
- 1978 : La famille Machin (Ricet-Barrier, Annie Colette, François Lalande, Gérard Clastrier) - Et patati et patata (Chez nous aux élections) (Bernard Lelou - Ricet Barrier - Jean-Luc Morel) / Et patati et patata (instrumental) (Ricet Barrier), Decca (87 046)
- 1978 : Bacchus - bourrée (Bernard Lelou - Ricet Barrier - Jacques Cézanne) / Thalie (Bernard Lelou - Ricet Barrier), Mauley Music (MS 990 123)
- 1980 : A l'Américaine / Berk (Bernard Lelou - Ricet Barrier), Guitare José Barrensé Dias, Cat Music (CAT 8004)
- 1983 : La chanson du wagon (Bernard Lelou - Ricet Barrier) / Les plaisirs gratuits (José Barrense-Dias - Bernard Lelou - Ricet Barrier), Stamy Records (SI 0031)
- 1987 : Barbapapa, La Chanson Originale De La Série Télévisée - La famille des Barbapapas (Générique original) / La chanson de Barbidur (Joop Stokkermans - Harry Geelen - Ricet-Barrier - Bernard Lelou), Avec la participation de Alex Legrand, Barbara Boutet, Marina, Vanina et Valia Vinitzki, Morvan Salez, Noël Lopez, Pierre Vaguelsy, Disques Adès (11137)

### Microsillons 33 tours 25 cm
- 1958 : Volume 1 - La servante du château / La demoiselle de Montauban / La java des Gaulois (Ricet-Barrier) / Les pasteurs / Drôle de vie / Dolly 25 / La dame de Ris-Orangis / J‘aime les fleurs (Ricet-Barrier - Bernard Lelou) / Le chat dans la nuit / Le crieur de journaux (Ricet-Barrier - Lydia Palazollo), Orchestre Franck Aussman, Philips (B 76.446 R)
- 1962 : 2 - Rendez-vous (Stanislas) / Le savoir-vivre  (Ricet-Barrier - Bernard Lelou - Lydia Palazollo) / Grottechpil / Quatorze juillet bizarre / Sur les bords de la Loire / Chaussette, vendeuse et goutte d’eau (Ricet-Barrier - Bernard Lelou) / Mathusalem (du film Tire-au-flanc 62) (Ricet-Barrier - Jean-Michel Defaye - Bernard Lelou) / Entre (L’évier sent fort) (Francis Jammes - Ricet-Barrier - Bernard Lelou), Orchestre Jean-Michel Defaye, Philips (B 76-539 R)

### Microsillons 33 tours 30 cm
- 1965 : Les Grands Auteurs & Compositeurs Interprètes - Et ta sœur / La Marie / Le lit de Lili / Le vieux (La bouch'ture) / La valise / Phydias et Praxitèle / On t'enterrera, olé / Relax / Odile / La java des hommes-grenouilles / La vilaine / L'obus (Ricet-Barrier - Bernard Lelou), Orchestres Léo Petit et Barthélémy Rosso, Philips (B 77.845 L)
- 1968 : Super Panache - L'Anglais de la rue Blomet / L'intellectuel / Juliette et Victor / La présentatrice / L'enterrement / Les vacanciers / La championne / La voluptueuse / Les p'tits cadeaux / Le repos du dimanche / Isabelle (Ricet-Barrier - Bernard Lelou) / La dèche (Myriam Dreno - Ricet-Barrier - Bernard Lelou), Orchestre Jean-Claude Vannier, Barclay (920.059)
- 1968 : À La Butte À Mathieu - Les vacanciers / Le vieux wagon / Dolly 25 / La voluptueuse / Inexorablement / L'intellectuel / Le maître-nageur / Juliette et Victor / La voix d'Ella (Ricet-Barrier - Bernard Lelou) / La dèche (Myriam Dreno - Ricet-Barrier - Bernard Lelou) / Le savoir-vivre (Lydia Palazzolo - Ricet-Barrier - Bernard Lelou) / Tu manges, tu manges (Jean-Luc Morel - Ricet-Barrier - Bernard Lelou) / Les amours difficiles (Jean-Noël Dupré - Ricet-Barrier - Bernard Lelou), Enregistré en public en 1968 au Québec, Barclay (80040)
- 1968 : Ricet Barrier - Isabelle / Le chat, le rat et Lola /	Chaussures à mon pied / La fille au marché / Bathing beauties (Les jolies baigneuses) / Les croulants de la cambriole / L'enterrement / Bonjour madame / Les p'tits cadeaux / Artificiel / La relativité (Le cosmonaute) / Dix-huit ans, Barclay (B-8032)
- 1971 : Collection Recital - La servante du château / Rendez-vous (Stanislas) / Dolly 25 / Dix-huit ans / La java des Gaulois / Chaussures à mon pied / L' enterrement / La java des hommes-grenouilles / Le savoir-vivre / Isabelle / Bathing beauties (Les jolies baigneuses) / Les vacanciers, Barclay (920.319 T)
- 1972 : Saturnin Et Saturnette Chantent Pour Les Enfants - Saturnin / Le mille-pattes / Le chat / Le rossignol / La dinde, le dindon et le petit dindonneau / Le petit cheval / L'âne et l'auto / Le rayon de la lune / Dans mon cartable / Le réparateur de poupées / La boite à musique / Le petit cochon / Gambades (Les petits veaux) / Patins à roulettes / Le petit soldat de plomb (Ricet Barrier - Bernard Lelou) / Monsieur le printemps (Ricet Barrier - Bernard Lelou - Annie Colette), Orchestre Jean-Claude Vannier, Barclay (920.361 T)
- 1973 : Ricet-Barrier - Chatter Lady / Ma maison de rêve / Il faut de tout pour faire un monde / Le puceron et l'orange / Décolonisez-moi madame / Et allez donc / On t'enterrera, olé ! / C'est délicat la vie à trois / Petits, petits, petits / Les pivoines / Les statistiques (Ricet Barrier - Bernard Lelou) / Autre (Les prisonniers) (Paul Verlaine - Ricet Barrier - Bernard Lelou), Musiciens Léon Francioli - John Woolloff - Mike Starr, Evasion Disques (EB 100 109)
- 1974 : Barbapapa, Bande Originale De La Série Télévisée - Générique: voici venir les Barbapapa / J'aide mon papa	/ La chanson de ma boite à peinture / Barbapapa rock (Joop Stokkermans - Harry Geelen) / Dis-la, dis-la ton idée / La chanson de Barbotine / Le meilleur ami des bêtes / La chanson de Barbalala / Bravo pour Barbidur	/ Barbabelle, bella, bella / La famille des Barbapapa (Joop Stokkermans - Harry Geelen - Ricet-Barrier - Bernard Lelou), Avec la participation de Alex Legrand, Barbara Boutet, Marina, Vanina et Valia Vinitzki, Morvan Salez, Noël Lopez, Paul Vaguelsy, Philips (9299 230)
- 1975 : Les Spermatozoïdes - Les tractions-avant / La moule (La marchande de poissons) / La fille du catalogue / Odile / Plus de pétrole / Les cousins de Paris / Peau de banane (Ricet Barrier - Bernard Lelou) / Les spermatozoïdes (Ricet Barrier - Bernard Lelou - Joseph Dejean) / Les poupées rétro (Ricet Barrier - Bernard Lelou - Joseph Dejean - Jean-René Androny) / Les amours difficiles (Jean-Noël Dupré - Ricet-Barrier - Bernard Lelou) / Les voluptés (Ricet Barrier - Bernard Lelou - Allan Finney), Musiciens Léon Francioli - Joseph Dejean - Allan Finney, Enregistré en public, M Records (MLP 900138)
- 1975 : Voulez-Vous Chanter Avec Moi, Les Enfants ? - Les zygomatiques / Mme Noix de Coco / Mlle Cacahuète / Le big chef Cactus / L' élève Myosotis / Les petits pois / Le saule pleureur / Caoutchouc / Demain, il fera beau (Ricet Barrier - Bernard Lelou), Musiciens Léon Francioli - Joseph Dejean - Allan Finney - Mike Starr - Alain Morisod -  Nady Rudaz, M Records (MLP 900139)
- 1975 : Ricet Barrier - Isabelle / La java des hommes-grenouilles / Les vacanciers / La chanson de celui qui vieillit / La java des Gaulois / La servante du château / Le vieux (La bouch'ture) / La Marie / L'enterrement / Le rayon de la lune / Rendez-vous (Stanislas) / Relax, M Records (MLP 900140)
- 1977 : Ricet Barrier - Introduction (Ricet Barrier) / La manigance / Le lit de Lili / Si j'avais de la voix / Putain le beau métier (Ricet Barrier - Bernard Lelou) / C'est dur d'être une belle fille (Ricet Barrier - Bernard Lelou - Jean-Noël Dupré) / Y'a plus de sous / La société se corrompt / Les knickerbockers / Je l'aime bien ma femme enfant / On t'enterrera, olé (Ricet Barrier - Bernard Lelou) / Belle qui tient ma vie (Folklore) / Conclusion (Ricet Barrier), Musiciens Gérard Clastrier - Jacques Cézanne - Mike Starr - François Zanotti - Léon Francoli - John Woolof - Toni d'Addario - Le Old School Band de Genève, M Records (MLP 900145)
- 1978 : Mythologie - Bacchus-bourrée (Ricet Barrier - Bernard Lelou - Jacques Cézanne) / Pénélope / Diane / Les heures / Les amazones / Thalie / Echo et Narcisse / La boîte à Pandore / Hermaphro / Psyché (Ricet Barrier - Bernard Lelou), Musiciens Gérard Clastrier - Jacques Cézanne - Gérard Dray, M Records (MLP 900148)
- 1978 : Les Nouvelles Chansons De Barbapapa, Bande Originale De La Série Télévisée - Le pays des Barbapapas / Pour être un Barbapapa / Le ballon de Barbapapa / Métamorphoses de Barbapapa / Le chant d’amour de Barbabelle / Barbidur est un champion / L’opéra des grenouilles / Ma maman est un éléphant / Barbidou et les animaux / Barbouille le barbouilleur / Barbibul est inventeur / Les rêves de Barbalala (Joop Stokkermans - Burny Bos - Ricet Barrier - Bernard Lelou), Avec la participation de Alain Cocagne, Annie Colette, Sébastien Gardet, Christine Mure d’Alexis, Augustin Viatte, Vanina Vinitzki, Phonogram (9199 853)
- 1980 : Saturnin Chante Avec Les Enfants - L'éléphant blanc / Les petits poissons / Les crustacés / Monsieur Melon / Les bulles de savon / La complainte de l'escargot / Madame Ver-Luisant / C'est bon la musique (Ricet Barrier - Bernard Lelou) / Pauvres oiseaux (Francis Mainville – Bernard Lelou), Stamy Records (SLP 77034)
- 1980 : Disque D'Or - La servante du château / La java des Gaulois / Isabelle / L'enterrement / Les tractions-avant / Y'a plus d'sous / Les vacanciers / Les spermatozoïdes / La java des hommes-grenouilles / Rendez-vous (Stanislas) / La Marie, DOM (D RB 1 6 88)
- 1980 : Ricet Barrier - Double album 33 tours
  - Disque 1 : La servante du château / La java des Gaulois / La chanson de celui qui vieillit / Le rayon de la lune / La java des hommes-grenouilles / Les cousins de Paris / Odile / Les tractions-avant / Je l'aime bien ma femme enfant / Les voluptés / Le lit de Lili, Disques Festival (ALB 318)
  - Disque 2 : Les vacanciers / Isabelle / Les knickerbockers / Rendez-vous (Stanislas) / L'enterrement / C'est dur d'être une belle fille / La Marie / Le vieux (La bouch'ture) / Plus de pétrole / Relax / Les poupées rétro, Disques Festival (ALB 318)
- 1987 : Le Cul De La Patronne - Spécial Fanfare - Le cul de la patronne / Chatter Lady / La girouette / "Financez-moi" Diana / La chanson du wagon / Le p'tit hôtel qu'a pas d'étoiles / Trompet' spleen (Ricet Barrier - Bernard Lelou) / La dèche (Ricet Barrier - Bernard Lelou - Myriam Dreno) / Les plaisirs gratuits (Ricet Barrier - Bernard Lelou - José Barrense-Dias) / La petite fait le tour du monde (Ricet Barrier - Bernard Lelou - Émile Gardaz) / Le torche-cul (Ricet Barrier - Bernard Lelou - François Rabelais) / La complainte des p'tits fanfans morts (Bernard Lelou - Jehan-Rictus), Seeds Records (SR 104)

### Cassettes audio
- 1982 : La Veillée - Double cassette
  - K7 1 : Présentation (Ricet Barrier) / La fille du catalogue (Bernard Lelou - Ricet Barrier) / Présentation (Ricet Barrier) / Le puceron et l'orange (Bernard Lelou - Ricet Barrier) / Présentation (Ricet Barrier) / Les amours difficiles (Bernard Lelou - Ricet Barrier - Jean-Noël Dupré) / L'éclat d'obus (conte) / Présentation (Ricet Barrier) / Béni soit l'obus (Bernard Lelou - Ricet Barrier) / Présentation (Ricet Barrier) / Les spermatozoïdes (Bernard Lelou - Ricet Barrier - Joseph Dejean) / Présentation (Ricet Barrier) / Les traditions (Bernard Lelou - Ricet Barrier), Enregistré en public en 1980 au Cabaret-Théâtre des Faux-Nez à Lausanne, Stamy Records (77 080-1)
  - K7 2 : Le maillot de bain bleu (conte début) (Ricet Barrier) / L'ambigu (Bernard Lelou - Ricet Barrier) / Le maillot de bain bleu (conte fin) / Présentation (Ricet Barrier) / La chanson de celui qui vieillit (Francis Mainville) / Présentation (Ricet Barrier) / Le Bon Dieu, c'est moi (Bernard Lelou - Ricet Barrier) / Présentation / Histoire de la création de la France (sketch) / Présentation (Ricet Barrier) / Le p'tit hôtel qu'a pas d'étoiles (Bernard Lelou - Ricet Barrier) / Présentation (Ricet Barrier) / La petite vieille est morte / Trompet' spleen / La chanson du wagon (Bernard Lelou - Ricet Barrier) / Les plaisirs gratuits (Bernard Lelou - Ricet Barrier - José Barrense-Dias), Enregistré en public en 1980 au Cabaret-Théâtre des Faux-Nez à Lausanne, Stamy Records (77 080-2), Disponible à l'époque uniquement sur cassettes vendues aux concerts de Ricet Barrier et sur son site internet officiel

### CD
- 1988 : Expression Chanson Française - La servante du château / La java des Gaulois / La dame de Ris-Orangis / Le savoir-vivre / La java des hommes-grenouilles / La Marie / La voix d'Ella / Les cousins de Paris / Bathing beauties (Les jolies baigneuses) / L'enterrement / Les vacanciers / Dolly 25 / Le rayon de la lune / Les p'tits cadeaux / Isabelle / Rendez-vous (Stanislas) / Le vieux (La bouch'ture) / Le crieur de journaux / Betty Boop / Chaussures à mon pied / Odile / On t'enterrera, olé / Juliette et Victor / Sur les bords de la Loire, Polygram (816 802-2 PY 899)
- 1988 : Disque D'Or - La servante du château / Les spermatozoïdes / Putain, le beau métier / Les vacanciers / La java des Gaulois / L'enterrement / Isabelle / Les tractions-avant / On t'enterrera, olé ! / Rendez-vous (Stanislas) / Le vieux (La bouch'ture) / La moule (La marchande de poissons) / Bacchus-bourrée	/ Les poupées rétro / Y'a plus d'sous / La java des hommes-grenouilles / Peau de banane / C'est dur d'être une belle fille / La Marie, Crash 9 Records (CD-RAB 16.88)
- 1991 : Ricet Barrier - Faut qu'ça plaise à Thérèse / Chanson pour la fin d'un banquet des amis du Rütli / Le fils de la poule blanche / La java de Grand-Papa / Les traditions / Le puceron et l'orange / Les croulants de la cambriole / Ca ne rigole pas l'amour / Chatter Lady / La chanson du wagon / Pauvre Crésus / L'ambigu / Le cul de la patronne / Trompet'spleen (Ricet Barrier - Bernard Lelou) / Les dahlias de Montaligère / C'est fatigant d'être beau (Ricet Barrier) / Les plaisirs gratuits / J'peux pas résister (Ricet Barrier - Bernard Lelou - José Barrense Dias) / La dèche (Ricet Barrier - Bernard Lelou - Myriam Dreno) / Douze étoiles pour un drapeau (Ricet Barrier - Bernard Lelou - Bernard Scotti), Musiciens Florence Dusautoir - Bernard Scotti - Pierre-Louis Cas - Jef Mariette - Pierre-Edouard Caloni - Stéphane Méjean - Vincent Gielly, DOM (CD 1038)
- 1995 : À La Maison De La Chanson - La servante du château (Ricet Barrier) / Ma maison de rêve / La java des hommes-grenouilles (Ricet Barrier - Bernard Lelou) / Essais et erreurs (Ricet Barrier) / La moule (La marchande de poissons) / Isabelle (Ricet Barrier - Bernard Lelou) / Vie intime (Ricet Barrier) / Le coucher hivernal des Barrier (José Artur - Ricet Barrier) / Côté culinaire (Ricet Barrier) / Les pissenlits (José Artur - Ricet Barrier) / La belette (Romain Rolland - Ricet Barrier) / Les dahlias de Montaligère / Quel métier (Ricet Barrier) / Putain le beau métier (Ricet Barrier - Bernard Lelou) / Le mariage dans la société (Ricet Barrier) / Faut qu'ça plaise à Thérèse / La Marie (Ricet Barrier - Bernard Lelou) / Les extrêmes (Ricet Barrier) / C'est dur d'être une belle fille (Bernard Lelou - Jean-Noël Dupré - Ricet Barrier), Enregistré en public au Théâtre Petit-Champlain (Québec) les 16 et 17 décembre 1994, DUA (1995-1)
- 1996 : Nos Grands Amis De La Télé, Les Aventures De Kiri Le Clown Et De Saturnin - Chanson de Saturnin / Saturnin campeur / Rien qu'avec ses dix doigts / Le jeudi c'est fait pour s'amuser / Le soleil est en vacances (Ricet Barrier - Bernard Lelou), RYM Musique (191682-2 PY 899)
- 1998 : Tel Quel - Double CD
  - CD 1 : La servante du château (Ricet Barrier) / Ma maison de rêve / La java des hommes- grenouilles (Ricet Barrier - Bernard Lelou) / Essais et erreurs (Ricet Barrier) / La moule (La marchande de poissons) / Isabelle (Ricet Barrier - Bernard Lelou) / Vie intime (Ricet Barrier) / Le coucher hivernal des Barrier (José Artur - Ricet Barrier) / Côté culinaire (Ricet Barrier) / Les pissenlits (José Artur - Ricet Barrier) / La belette (Romain Rolland - Ricet Barrier) / Les dahlias de Montaligère / Quel métier (Ricet Barrier) / Putain le beau métier (Ricet Barrier - Bernard Lelou) / Le mariage dans la société (Ricet Barrier) / Faut qu'ça plaise à Thérèse / La Marie  (Ricet Barrier - Bernard Lelou) / Les extrêmes (Ricet Barrier) / C'est dur d'être une belle fille (Bernard Lelou - Jean-Noël Dupré - Ricet Barrier), Enregistré en public au Théâtre Petit-Champlain (Québec) les 16 et 17 décembre 1994, Co.Prod Music (CPM 006)
  - CD 2 : C’est fatigant d’être beau (Ricet Barrier) / La java de Grand-Papa (Ricet Barrier - Bernard Lelou) / Rendez-vous (Stanislas) (Ricet Barrier - Bernard Lelou - Lydia Palazollo) / La vie, la mort (Ricet Barrier) / L’enterrement (Ricet Barrier - Bernard Lelou) / Les spermatozoïdes (Ricet Barrier - Bernard Lelou - Joseph Dejean) / La vie, la vie (Ricet Barrier) / La chanson de celui qui vieillit (Francis Mainville) / 2e degré (Ricet Barrier) / Le cul de la patronne / Les vacanciers (Ricet Barrier - Bernard Lelou) / Les plaisirs gratuits (Ricet Barrier - Bernard Lelou - José Barrence Dias) / Relax (Ricet Barrier - Bernard Lelou), Enregistré en public au Théâtre Petit-Champlain (Québec) les 16 et 17 décembre 1994, Co.Prod Music (CPM 007)
- 1999 : La Mythologie - Les heures / Présentation / Diane / Présentation / Hermaphrodite / Présentation / La boîte à Pandore / Présentation / Les amazones / Présentation / Echo et Narcisse / Présentation / Pénélope / Présentation / Vulcain / Présentation / Bacchus-bourrée / Psyché, Textes des présentations Ricet Barrier, Paroles et musiques des chansons Bernard Lelou et Ricet Barrier, Enregistré en public, Musiciens Annie Colette - Jacques Cézanne - Gérard Clastrier, DUA (1999-2)
- 2006 : Furieusement Heureux - Aux chiottes / La ponctuation / Les lauriers roses / Vie de cochon, vie de vedette (Annemarie Balle-Barrier - Ricet Barrier) / Les pissenlits / Le coucher hivernal des Barrier (José Artur - Ricet Barrier) / La belle bouchère / Que nenni Tristan / La marche des souliers vernis / Le petit cochon / Odile (Bernard Lelou - Ricet Barrier) / Gaillardises (François-Marie Arouet - Ricet Barrier), aBalle (aBa 0010)

### Participations à des compilations
- 1959 : Opus 109 Le Sang Neuf du Rire et de la Chanson - La servante du château, Enregistrement public réalisé au Théâtre des 3 Baudets, Philips (V 16)
- 1978 : Le Printemps De Bourges - On t'enterrera olé !: Enregistrement réalisé en public dans le cadre du Printemps de Bourges, RCA (PL 37187)
- 1983 : Ma Première Chanson - La choucroute aux pincettes, Paroles écrites par les élèves de l'École Secondaire Saignelégier (Suisse), Musique composée par Ricet Barrier et Bernard Lelou, Disque collectif de soutien à la Croix Rouge, Flarenasch (723656)

### Chansons de Ricet Barrier enregistrées par d'autres interprètes
- Les 3 Horaces : J'aime les fleurs / La marche des souliers vernis
- Marcel Amont : J'aime les fleurs / La dame de Ris-Orangis / Le crieur de journaux
- Les Aristoflûtes : Dolly 25
- Brigitte Bardot : Rendez-vous (Stanislas) (avec Les Frères Jacques)
- Denise Benoit : La servante du château / La dame de Ris-Orangis / Les clochards / Au jardin du Luxembourg
- Jacques Bertin : Rendez-vous (Stanislas)
- Bip et Véronique : J’aime les fleurs / Le rayon de la lune / Drôle de vie / Le chat dans la nuit
- Jacques Boyer : La Marie / La marche des souliers vernis
- Christian Bréaud : Allo Georgette
- La Chanson Neuchâteloise : Les heures
- Chœur d'Enfants de Vevey : La java des Gaulois
- Le Chœur du Collège Martigny : La java des Gaulois
- Renée Claude : La servante du château
- Philippe Clay : Les clochards
- Copains Comme Cochons : Putain d'métier
- Patrick Couton & Georges Fischer : Rendez-vous (Stanislas)
- Dupont : La servante du château
- Yvon Étienne avec Gégé et Les Shouters : La java des hommes-grenouilles
- Lily Fayol : La servante du château
- Les Francs Garçons : La fille au marché / Le Noël du chasseur
- Les Frères Jacques : Dolly 25 / Les pasteurs / Eugénie de Beaulieu / Les clochards / Rendez-vous (Stanislas) / La marchande de poissons (La moule) / Plus de pétrole / Ma maison de rêve / Les spermatozoïdes / Thalie / Psyché / Les quatre vents / Pénélope / La boîte à Pandore / Hermaphro / Les heures / Diane / Bacchus-bourrée / Echo et Narcisse / Les Amazones
- Suzanne Gabriello : Venise
- Jamil Azzaoui : Les spermatozoïdes
- Les Joyeux Fanfarons du Bal Champêtre : La servante du château
- Maxime Le Forestier : Relax
- Les Jérolas : L'enterrement
- Jerry Mengo et son Orchestre : La servante du château
- P.A.O.L.A. : La java des Gaulois
- Parabellum : Saturnin
- Les Parisiennes et Claude Bolling : On fait peur aux garçons
- Lucette Raillat : Neurasthénie / La servante du château / La java des hommes-grenouilles / Rendez-vous (Stanislas)
- Monique Tarbès : Neurasthénie / C'est spécial, mais j'aime
- Mara Tremblay : Betty Boop
- Tatiana Eva-Marie : Le mille-pattes
- Madeleine Vernet : La java des Gaulois

## Filmographie

### Acteur

#### Télévision
- 1970 : Alice au pays des merveilles de Jean-Christophe Averty : le jeune homme
- 1972 : Ossicum 12 de Gérard Herzog : Franz

#### Cinéma
- 1960 : Tire-au-flanc 62 de Claude de Givray et François Truffaut :  2e classe Joseph Vidauban / compositeur de la musique du film

### Doublage

#### Télévision
- 1965–1970 : Les Aventures de Saturnin de Jean Tourane : Saturnin le canard / dialoguiste / auteur, compositeur, interprète des chansons
- 1970–1974 : Les Aventures de Colargol de Olga Pouchine : M. Ziboux
- 1974–1977 : Barbapapa de Talus Taylor et Annette Tison : le narrateur / auteur, interprète des chansons en version française

#### Cinéma
- 1969 : Saturnin et le Vaca-Vaca de Jean Tourane : Saturnin le canard

### Voix off

#### Video
- 2001 : Je peux dire une connerie? de Patrick Menais : lui-même

### Compositeur pour la télévision
- 1969 : La femme-femme de Odette Collet

### Compositeur pour le cinéma
- 1961 : La grande foire de Jean Mitry (court-métrage)